# Partito Socialista (Francia)
Il Partito Socialista (in francese Parti Socialiste, PS) è un partito politico francese.
Il PS è un partito social-democratico e democratico molto legato ai valori del repubblicanesimo francese. Propone un sistema "economico misto", uno Stato aconfessionale marcatamente laico, un sistema istituzionale accentrato e poco federale.
Il PS è stato fondato nel 1969 dalla fusione tra la Sezione Francese dell'Internazionale Operaia e alcuni movimenti socialisti (quali l'Unione dei Club per il Rinnovamento della Sinistra e l'Unione dei Gruppi e Club Socialisti).
Ha subito diverse scissioni tra cui la più recente del Partito di Sinistra (Fronte di Sinistra, oggi La France Insoumise).

## Storia

### Dal 1889 al 1914: L'unificazione del socialismo
Il socialismo era stato presente in Francia fin dalla fine del XIX secolo. Nel 1889, infatti, si svolse a Parigi l'Internazionale Socialista. In quegli anni, del resto, erano presenti in Francia vari movimenti di ispirazione socialista: la Federazione dei lavoratori socialisti (detta Partito possibilista), il Partito Operaio (filomarxista) ed il Partito operaio socialista rivoluzionario. Questi ultimi due partiti confluiranno nel 1901 nel Partito Socialista di Francia (PRDG), i socialisti indipendenti, i brussisti e gli allemanisti diedero vita al Partito Socialista Francese (PSF). Nel 1905, spronati dall'Internazionale socialista, il PRDG ed il PSF diedero vita alla Sezione Francese dell'Internazionale Operaia (SFIO).
Dopo diversi successi elettorali all'inizio Novecento, la SFIO perse molto credito all'alba della prima guerra mondiale. Infatti il suo leader storico Jean Jaurès, risolutamente pacifista, fu assassinato da un nazionalista, e la SFIO decise di sostenere il governo di "unità nazionale" costituito durante la guerra.

### Dal 1914 al 1945: La SFIO tra le due guerre
La SFIO partecipò al governo di unità nazionale prima di uscirne verso la fine della guerra. Alle elezioni politiche del 1919 la destra ottenne una maggioranza schiacciante e la SFIO fu severamente battuta.
Nel 1920, influenzata dagli eventi della Rivoluzione russa, la componente che aveva aderito all'Internazionale Comunista, quella marxista intransigente e fautrice del "Centralismo democratico", diede vita alla Sezione Francese dell'Internazionale Comunista (Section Française de l'Internationale Communiste), poi Partito Comunista Francese.
Nel 1924 la SFIO partecipò alle elezioni politiche con il "Cartello di Sinistra" (Cartel des gauches), che raccoglieva altri tre gruppi: radicali moderati, radicali socialisti, repubblicani socialisti. Il centro-destra si presentò nel Blocco nazionale, in chiave antisocialista. Il Blocco era formato da Alleanza Democratica, partito conservatore e maggior partito francese, Federazione Repubblicana, cristiano-nazionalista, Azione Liberale, cattolico-liberale, Nazionalisti e Radicali di destra. Alle elezioni, il Cartello ottenne il 48,3% dei voti, contro il 51% del Blocco, che, però, si ritrovò minoranza a causa di alcune divisioni nel collegi periferici. Il governo della sinistra, con i pochi deputati comunisti eletti all'opposizione, durò appena due anni, sostituito da un governo sostenuto dai partiti conservatori e quelli radicali (i radicali saranno per tutta la Terza Repubblica la principale formazione politica), con i socialisti ed i comunisti all'opposizione. Alle politiche del 1928, lo SFIO prese nuovamente parte al Cartello, ma questa volta il Blocco ebbe la maggioranza assoluta dei seggi. Alle elezioni del 1932, si ripropose il Cartello, ma i socialisti si videro rifiutare le proprie proposte, e decisero di dare un sostegno esterno a governi composti da radicali e "moderati".
Il 1935 segna, dopo l'avanzata della destra filofascista nelle manifestazioni di piazza del 1934, la nascita del Fronte popolare che raccolse radicali, socialisti e comunisti. Alle elezioni del 1936, il Fronte ebbe la meglio sui partiti moderati e su quelli conservatori e Léon Blum, capofila dei socialisti, fu nominato primo ministro. Il governo Blum, nonostante le importanti riforme sociali dei primi anni di governo, fu costretto ad abbandonare il proprio incarico nel 1938. Non mancarono le divisioni interne allo SFIO dopo la caduta del governo Blum. Nello stesso 1938 parte della sinistra del partito diede vita al Partito Socialista Operaio e Contadino (PSOP), che si posizionò tra lo SFIO, considerato troppo riformista, ed il PCF, considerato troppo statalista. La vita della nuova formazione politica durò, però, appena due anni. Nel 1940, il PSOP, infatti, si sciolse e molti dei suoi membri passarono allo SFIO o ai comunisti. Lo SFIO nel frattempo, come un po' tutte le formazioni politiche in quegli anni, si vide diviso circa il modo di rapportarsi con la Germania nazista e l'Italia fascista dopo lo scoppio della seconda guerra mondiale; alcuni, infatti, sostenevano, anche dopo l'invasione della Cecoslovacchia, una linea pacifista, altri, maggioritari e guidati da Blum, scelsero la linea della fermezza.
La seconda guerra mondiale vide durante l'occupazione nazista l'impegno dei socialisti, come di quasi tutti i partiti francesi, nella lotta di resistenza. I socialisti costituirono il secondo gruppo, dopo i comunisti, per numero di partigiani. Il partito, sciolto con la nascita del governo di Vichy, fu ricostruito nel 1943.

### Dal 1945 al 1958: La quarta repubblica
Alla fine del conflitto mondiale lo SFIO prese parte insieme al Movimento Repubblicano Popolare (cristiano - sociali) ed al PCF al governo di unità nazionale del conservatore moderato de Gaulle. Nel 1946 il socialista Félix Gouin succedette a de Gaulle alla guida del governo. Alle politiche del 1946, però, la SFIO venne superata dal PCF (26 contro 24%). Guy Mollet, allora, giunse alla guida del partito sostenendo una posizione di fedeltà alla tradizione marxista e di collaborazione con il PCF. Blum ed i socialisti che avevano incarichi di governo, mantennero, invece, intatta la propria politica di "medietà" tra il modello statunitense e quello sovietico, dando la propria disponibilità alla nascita di un mercato comune europeo (la futura Unione europea).
In questi anni lo SFIO preferì collaborare con le "terze forze" (radicali di sinistra e MRP) cercando di dar vita a governi che escludessero conservatori e comunisti. Nel 1956 il governo di Guy Mollet si trovò impantanato nella Guerra d'Algeria, che aprì le porte, nel 1958, alla presa del potere da parte del generale De Gaulle e alla nascita della V Repubblica.

### Dal 1958 al 1969: Scissioni ed unificazioni
Il decennio tra il 1958 ed il 1970 segna un periodo di profonde divisioni in seno allo SFIO. Molti socialisti, considerando l'azione di De Gaulle un colpo di Stato pretesero un'azione più incisiva del partito, che non ci fu.
Édouard Depreux abbandonò il partito fondando il Partito Socialista Autonomista, che nel 1960 si fuse con l'Unione della sinistra socialista (cristiani marxisti) e con la Tribuna del Comunismo (trotskisti) e diede vita al Partito Socialista Unificato. Il PSU manterrà la propria autonomia organizzativa fino al 1989, quando si sciolse ed i suoi militanti confluirono nelle formazioni della sinistra trotskista ed alternativa. Alain Savary, che aveva aderito al PSA, abbandonò questo prima della nascita del PSU e diede vita all'Unione dei club per il rinnovamento della sinistra (UCRG). Jean Poperen, invece, inizialmente membro della Tribuna del Comunismo, pur aderendo al nuovo PSU lo abbandonò nel 1967 dando vita all'Unione dei gruppi e club socialisti (UGCS). Nel 1964, François Mitterrand, membro dello SFIO, diede vita alla Convenzione delle istituzioni repubblicane (Convention des institutions républicaines, CIR), di ispirazione repubblicana e socialista.
Nello stesso anno nacque, però, la Federazione della Sinistra Democratica e Socialista (FGDS) (SFIO, CIR e Radicali di sinistra), che aveva lo scopo di proporre una candidatura unitaria della sinistra non comunista alle presidenziali del 1965. Mitterrand venne scelto come candidato unitario e riuscì, con il 32% dei consensi, nella sorpresa generale, a portare al ballottaggio il generale de Gaulle, anche se poi fu battuto al secondo turno con un onorevole 45% dei voti. Alle elezioni legislative del 1967, continuò l'esperienza della FGDS che, allargata all'UGCS, ottenne il 46%, superando, così, i gollisti ed i loro alleati.
Il movimento giovanile del "1968" non fu subito compreso dai partiti della FGDS, tanto che alle presidenziali del dopo-De Gaulle, il tandem socialista formato da Gaston Defferre e Pierre Mendès France ottenne appena il 5% dei voti, poco sopra Michel Rocard del PSU che ottenne il 3,6%. Jacques Duclos del PCF ottenne il 21,5% dei voti e Alain Poher del Centro democratico (MRP e radicali) il 23,4%. Le elezioni furono vinte al ballottaggio da Georges Pompidou dell'Unione dei Democratici per la Repubblica (centro-destra), che ebbe la meglio sul centrista Poher. Tutto ciò accelerò il processo di unificazione del variegato modo socialista, tanto che lo SFIO decise di fondersi con l'URCG e l'UCGS.

### Dal 1969 al 1981: La rinascita del Partito Socialista

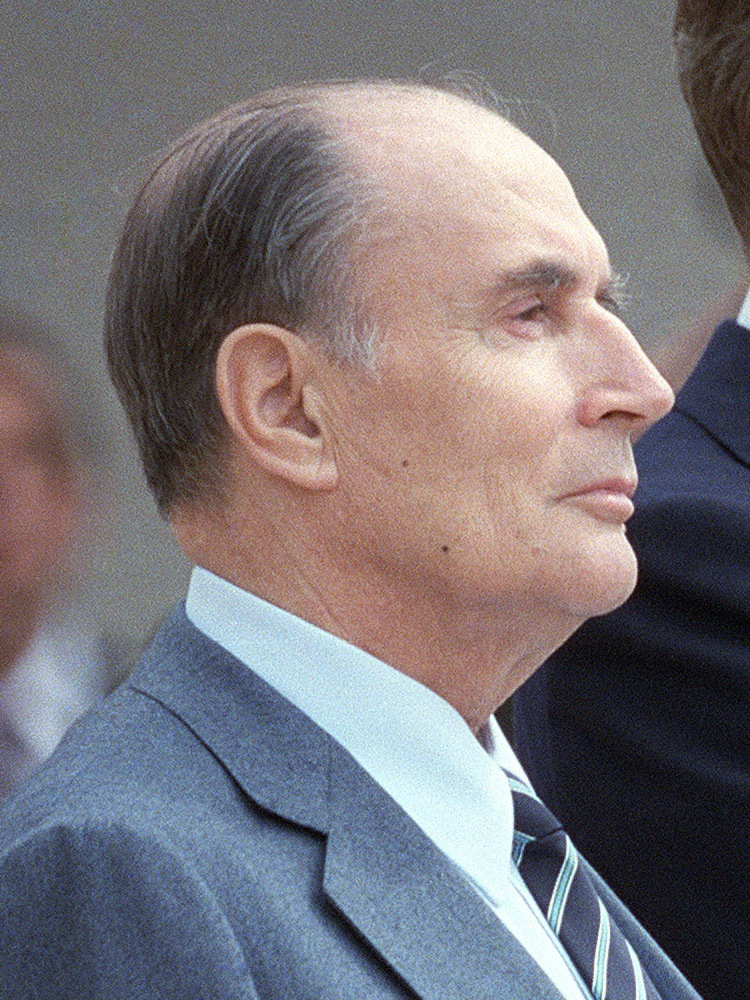
François Mitterrand

Il 1969 è comunemente considerato l'anno di fondazione del PS, anche se nel 1971 il partito cambiò il proprio nome in Partito Socialista e nel congresso di Epinay si fuse con il CIR di Mitterrand, che divenne segretario del partito ed ebbe il mandato di stabilire una strategia di collaborazione col PCF. Nel 1974 il PS sfiorò la vittoria delle presidenziali con François Mitterrand come suo candidato, che ottenne 49,2% dei voti contro il rinnovatore di centrodestra Valéry Giscard d'Estaing.
Il PCF ruppe gli accordi nel 1978. Lo stesso anno, i due partiti vennero sconfitti alle elezioni politiche dalla maggioranza conservatrice di Giscard, ma si definì la leadership del PS all'interno della sinistra francese. Nel 1979 prevalse la linea di Mitterrand, anticapitalista e unitaria nei confronti del PCF, contro quella di Michel Rocard, più riformista e moderata.

### Dal 1981 al 2002: Il PS al governo
Nel 1981 Mitterrand fu eletto presidente e il Ps vinse le elezioni politiche, mettendo fine a 23 anni di dominazione della destra. Segretario del Partito divenne Lionel Jospin, mentre Pierre Mauroy divenne capo di un governo con quattro ministri comunisti. Il governo socialista disegnò un ambizioso e innovativo programma economico-sociale, ma fu ostacolato dalla pesante crisi finanziaria ed economica iniziata negli anni settanta. Tuttavia il governo delle sinistre realizzò importanti riforme, come quella che aboliva definitivamente la pena di morte. A partire dal 1983 il governo Mauroy dovette cambiare completamente la sua politica per una gestione più rigorosa delle spese pubbliche, provocando le dimissioni dei ministri comunisti e la fine del sostegno del PCF al governo. In seguito, il PS subì numerose sconfitte elettorali consecutive, che provocarono nel 1984 le dimissioni di Pierre Mauroy, sostituito da Laurent Fabius, che divenne il più giovane primo ministro.
L'aggravarsi della crisi economica e della disoccupazione provocò come previsto da tempo la sconfitta del Partito Socialista e la vittoria dei partiti di centrodestra Unione per la Democrazia Francese (UDF, liberale) e Raggruppamento per la Repubblica (RPR, post-gollista), alle elezioni politiche del 1986. In conseguenza, Mitterrand nominò il presidente dell'RPR Jacques Chirac primo ministro. Tuttavia, la politica economica di Chirac (privatizzazioni, abbassamento delle tasse) non impedì l'aggravamento della situazione economica e il governo fu confrontato anche a notevoli manifestazioni contro una riforma del sistema scolastico, e anche a una grave situazione in Nuova Caledonia.
Nel 1988 Mitterrand fu rieletto presidente col 54 % dei voti contro Jacques Chirac e il PS ottenne una maggioranza relativa alle elezioni politiche tenutesi poco dopo. Con un programma più moderato rispetto a quello del 1981, Mitterrand decise di promuovere una politica di "apertura" a centristi e personalità senza partito. Il simbolo di questa apertura fu la nomina di Michel Rocard come primo ministro. Costui, benché socialista, rappresentava infatti l'opposizione storica a Mitterrand e una corrente più moderata del PS. Nel 1990, il PS subì la scissione del Movimento dei cittadini (oggi Movimento Repubblicano e Cittadino) di Jean-Pierre Chevènement, che si oppose all'intervento militare in Iraq e ai tentativi di decentramento amministrativo. Malgrado i buoni risultati di Rocard in materia economica, costui venne dimesso da Mitterrand nel 1991 e sostituito da Édith Cresson, che divenne l'unica donna primo ministro.
L'inizio degli anni novanta videro il PS attraversato da gravi tensioni. L'immagine del partito era ormai danneggiata dalla corruzione che aveva colpito sia la Presidenza della Repubblica che il Governo. Pierre Bérégovoy, che nel 1992 sostituì Édith Cresson diventata molto impopolare, ingiustamente accusato di corruzione, si suicidò il primo maggio 1993, poco dopo le sue dimissioni.
Il 1993 per il PS fu un anno drammatico. Il centrodestra vinse le legislative, il PS passò da 258 a soli 54 seggi, e il suo risultato elettorale passò dal 34% al 17%, minimo storico. Mitterrand nominò primo ministro il conservatore Édouard Balladur e difatti non ebbe più da questo momento nessun ruolo politico. Per le elezioni presidenziali del 1995 divenne candidato del PS Lionel Jospin, che inaspettatamente riuscì a arrivare per primo al primo turno, sorpassando i due candidati del centrodestra Jacques Chirac e Édouard Balladur. Al secondo turno, Jospin fu sconfitto da Chirac con 47% dei voti.

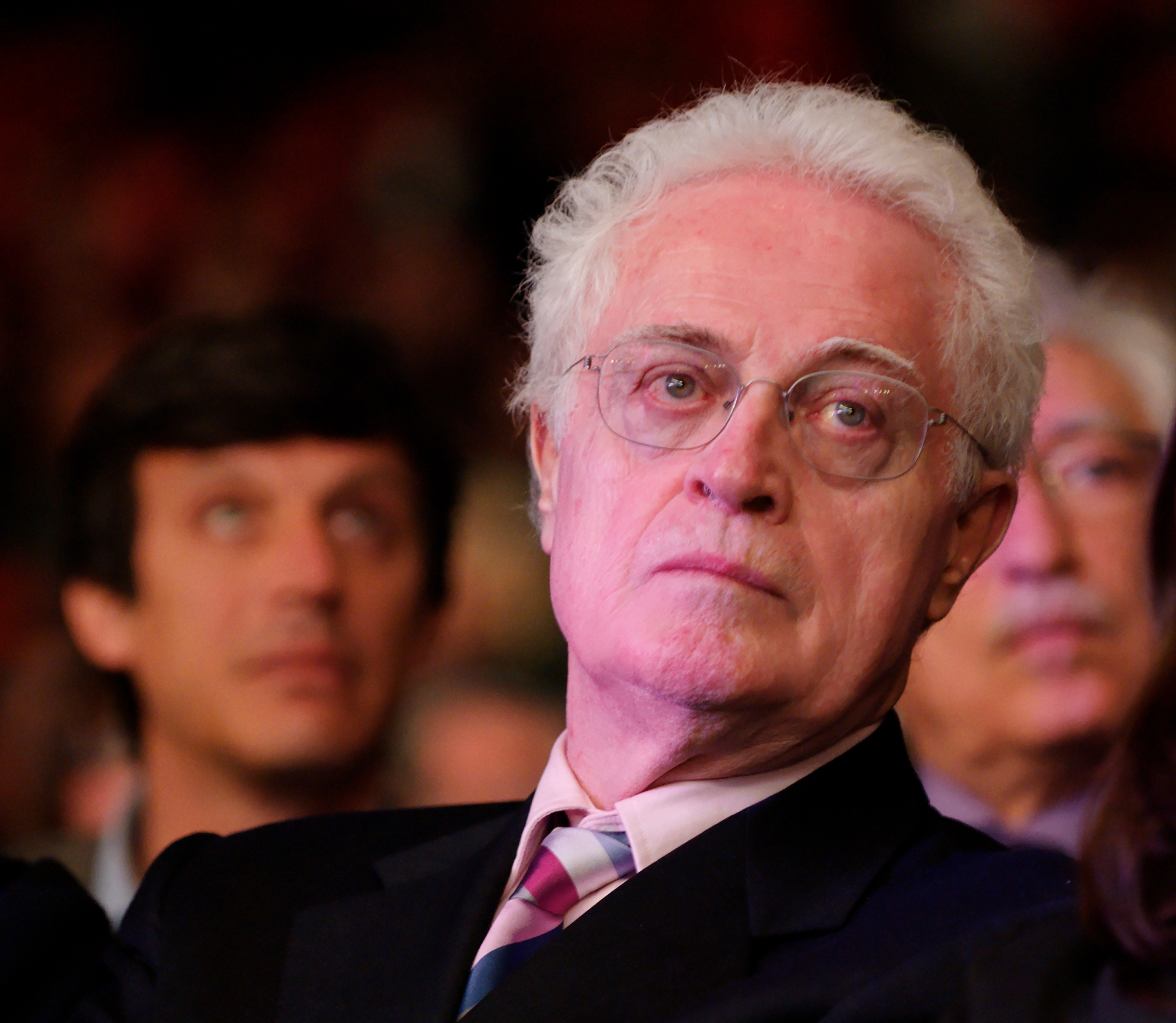
Lionel Jospin (2008)

Jospin, eletto segretario, riaprì la collaborazione con comunisti, verdi e radicali di sinistra formando la cosiddetta "Sinistra plurale". Nel 1997, la Sinistra Plurale conquistò il 45% dei voti (di cui 24% per il PS) e 319 seggi (250 per il PS). Jospin divenne dunque Primo Ministro di un governo sostenuto anche dal PCF (36 seggi) e dal gruppo "Radicali, Cittadini e Verdi" (33 seggi). François Hollande si avvicendò alla guida del partito. Il governo di Jospin realizzò riforme ambiziose tra le quali la settimana di 35 ore, il PACS o la Copertura Sanitaria Universale. I risultati economici furono eccellenti, e la disoccupazione arrivò a un minimo storico.

### Dal 2002 a 2007: Sconfitta e incoerenze
Nonostante i successi della "Sinistra plurale" in materia economica e sociale il PS uscì indebolito dalle divisioni che avevano attraversato la compagine di governo. Alle presidenziali del 2002, il PS candidò Jospin. La "Sinistra plurale" non si presentò, però, unita. Il primo turno delle presidenziali dimostrò un'estrema frammentazione del panorama politico francese. Si presentarono 16 candidati, nessun dei quali raggiunse il 20% dei suffragi. Jacques Chirac, sostenuto dai partiti che avrebbero dato vita all'Unione per un Movimento Popolare, ottenne il 19,88% dei voti, secondo arrivò a sorpresa il nazionalista Le Pen (Fronte nazionale) (16,8%), che superò di appena lo 0,7% proprio Jospin. Gli altri candidati della sinistra raccolsero il 28,5% dei voti: Arlette Laguiller (Lotta Operaia, trotskisti) 5,72%; Jean-Pierre Chevènement (MRC, ed ex socialista) 5,33%; Noël Mamère (Verdi) 5,25%; Olivier Besancenot (Lega Comunista Rivoluzionaria, trotskisti) 4,25%; Robert Hue (PCF) 3,37%; Christiane Taubira (PRG) 2,23%; Corinne Lepage (ecologisti) 1,88%; Daniel Gluckstein (Partito dei Lavoratori, filotrotskisti) 0,47%. Anche volendo escludere i vari candidati trotskisti, la sola "Sinistra plurale" avrebbe raccolto, se unita, il 34,7% dei voti, portando il proprio candidato al primo posto. Va considerato che Le Pen venne anche penalizzato dalla presenza di Bruno Mégret, ex portavoce del Fronte Nazionale, che raccolse il 2.34% dei voti.
Le presidenziali evidenziarono che l'estrema destra poteva contare sul 18% dei voti, il centro-destra (futura UMP, tradizionalisti, repubblicani sociali, democratici liberali) sul 29%, il centro (UDF) sul 7%, il centro-sinistra sul 34%, l'estrema sinistra sul 10,4%. Al ballottaggio tutti candidati esclusi, ad eccezione della Laguiller e di Gluckstein, chiesero di votare per Chirac, pur di non far prevalere Le Pen. Il risultato fu una vittoria di Chirac che raccolse l'82% dei voti, il risultato più alto di tutte le elezioni presidenziali.
Le elezioni legislative dello stesso anno peggiorarono ulteriormente la situazione per la sinistra. Il voto "presidenziale" alla sinistra trotskista si vaporizzò (dal 10,4% al 2,5%); Radicali e Verdi ottennero il 7% (-2% rispetto alle precedenti legislative); il PCF si attestò sul 4,8% (-5%). Solo il Partito Socialista mantenne inalterata la propria percentuale di voti (24%). La "Sinistra plurale" poté contare 36% dei voti, contro il 33% dei voti che da solo raccolse l'UMP. In termini di seggi, il PS ne ottenne 142 perdendone 100, calo corrispondente solo a quello dei centristi dell'UDF, che persero 91 seggi, ma che aveva subito una consistente scissione (Democrazia liberale, Partito radicale, Partito Popolare per la Democrazia Francese) verso l'UMP. Il Fronte Nazionale si attestò sull'11% (-3%), non eleggendo alcun deputato. La sinistra francese, nel giro di pochi mesi, perse due competizioni elettorali, ottenendo il duplice risultato di vedere confermare un Presidente della Repubblica particolarmente impopolare e perdere il governo del Paese.
Alle elezioni europee del 2004, il PS ha recuperato consensi giungendo al 29% dei voti. Fortemente penalizzata è stata l'UMP che ha conquistato appena il 17% contro il 33% delle politiche. Il calo dei conservatori è stato determinato dal buon risultato dell'UDF che è salita al 12% (+7,2%), perché si è posta come l'unico partito decisamente europeista. I conservatori hanno perso consensi anche a vantaggio di formazioni minori di destra, presentatesi, invece, come decisamente euro-scettiche. Tre mesi prima, alle regionali del 2004, la sinistra, ritrovata un'unità d'intenti, riuscì a prevalere in 20 regioni su 22. In una di queste ultime, l'Alsazia, del resto essendo in vigore un sistema elettorale proporzionale a due turni col premio di maggioranza, il PS sostiene dall'esterno il governo a guida UDF.
IL PS, nel 2005, in vista del Referendum confermativo della Convenzione europea, si divise in due tronconi: uno, guidato dal segretario Hollande, favorevole al trattato, l'altro, guidato da Fabius ed Emmanuelli, decisamente contrario. Benché il Si fu maggioritario all'interno del partito, la vittoria del No al Referendum mise in crisi la dirigenza del PS, che si dimostrò per l'ennesima volta incapace di ridurre le fratture interne, puntualmente confermate dalle numerose candidature alle primarie interne al partito per la scelta del candidato socialista alle presidenziali del 2007. Le primarie vennero vinte dall'ex ministro, nonché moglie del segretario Hollande, Ségolène Royal. La Royal prevalse sul moderato Dominique Strauss-Kahn ed il radicale Laurent Fabius, con oltre il 60% dei consensi.

### Dal 2007 al 2008: Il PS alla ricerca di un'identità
La Royal condusse una campagna elettorale particolarmente mediatica. L'UMP candidò il ministro degli interni Sarkozy, che non faceva mistero di porsi come un gaullista conservatore. L'UDF ripresentò il proprio segretario Bayrou, mente FN ricandidò Le Pen. La sinistra comunista ed ecologista si presentò con sei candidati, anche se questa scelta alle presidenziali precedenti aveva favorito l'ingresso al ballottaggio di Le Pen. Al primo turno prevalsero Sarkozy (31,18%) e la Royal (25,87%). Le Pen si fermò al 10,44%, con un calo, rispetto alle presidenziali precedenti, del 6,2%. Vera sorpresa fu il candidato dell'UDF, il centrista Bayrou, che conquistò il 18,5% dei voti. La sinistra estrema (trotskisti, comunisti ed ecologisti) ottenne il 10% dei consensi e garantì il proprio sostegno alla candidata socialista. Altrettanto fecero i candidati tradizionalisti Nihous e De Villiers (in tutto 3,3%) verso Sarkozy. Decisivi risultarono i voti dei nazionalisti e dei moderati. Nonostante Le Pen non si fosse schierato con Sarkozy i sondaggi mostravano come il 67% dell'elettorato nazionalista avrebbe sicuramente scelto il candidato conservatore. Alla Royal non rimase che cercare di conquistare i voti centristi, tanto da accettare un insolito confronto televisivo con Bayrou. Il candidato centrista disse che non avrebbe votato per il candidato conservatore, pur non invitando esplicitamente a votare per la socialista. Nonostante i tentativi della Royal, al secondo turno prevalse Sarkozy, con il 53% dei consensi.
Il risultato delle presidenziali palesavano la difficoltà per i socialisti di conquistare il voto centrista, necessario per vincere. Alcuni esponenti della destra socialista come Rocard, ex primo ministro, proposero, pertanto, di ripensare l'esperienza del PS e di aprirsi ad un'alleanza con i centristi di Bayrou.
Alle elezioni politiche del 2007, il PS ha visto incrementare i propri consensi di appena lo 0,6%, giungendo, così, al 24,7%. Ciò nonostante i socialisti sono passati da 141 a 186 seggi, ben 45 in più. Il centrosinistra francese nel suo complesso (PS, comunisti, verdi, radicali di sinistra, indipendenti di sinistra) ha raggiunto 241 seggi, contro 178 precedenti. Il dato è stato particolarmente significativo vista la netta vittoria di Sarkozy alle elezioni presidenziali.
Il PS ha vinto le elezioni municipali di marzo 2008, conquistando numerose città grandi e medie, probabilmente a causa di un voto di protesta contro Sarkozy divenuto presto impopolare (soltanto 36% di opinioni favorevoli a febbraio 2008 secondo i sondaggi). Significativa è stata la rielezione trionfale a Parigi del socialista Bertrand Delanoë. Questa vittoria fa di Delanoë un candidato potenziale per l'elezione presidenziale del 2012.

### Il congresso di Reims: Aubry segretaria e la scissione del Partito della Sinistra

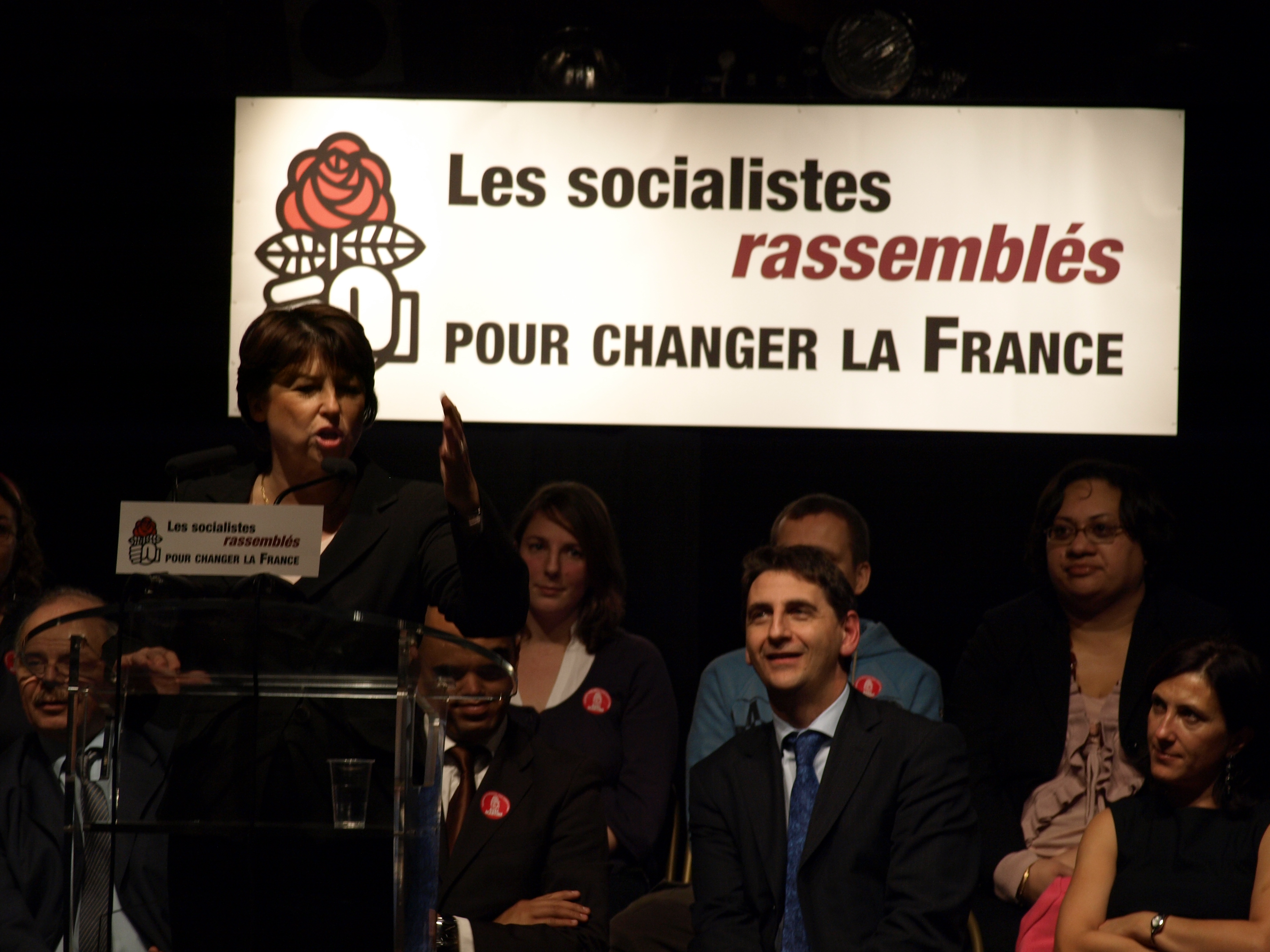
Martine Aubry tiene un discorso (2008)

Il 6 novembre 2008 gli aderenti del partito votarono per le diverse mozioni per il Congresso di Reims, ognuna delle quali presentava un candidato alla funzione di primo segretario del partito. I risultati sono stati i seguenti:
Mozione E (Ségolène Royal): 37 941 voti (29,1%)
Mozione A (Bertrand Delanoë): 32 942 voti (25,2%)
Mozione D (Martine Aubry): 31 734 voti (24,3%)
Mozione C (Benoît Hamon): 24 162 voti (18,5%)
La partecipazione è stata del 56,6%.
I risultati del voto mostrarono la profonda divisione degli aderenti socialisti. Rilevante fu il buon risultato del giovane Benoît Hamon, principale rappresentante della sinistra del partito. Ma il risultato più inaspettato fu la sconfitta di Delanoë, sorpassato con quattro punti di vantaggio di Royal, contraddicendo tutti i sondaggi che predicevano la sua vittoria. Dopo giorni di dibattiti i delegati eletti di ogni mozione non trovarono nessun compromesso per eleggere un primo segretario, lasciando così la scelta alla successiva votazione degli aderenti a due turni. Delanoë, deluso dal suo pessimo risultato, decise di ritirarsi e finì coll'appoggiare Aubry. Rimasero quindi per l'elezione Hamon, Aubry e Royal. I risultati furono:
| Candidati      | Primo turno | Secondo turno | Risultati ufficiali |
| -------------- | ----------- | ------------- | ------------------- |
| Martine Aubry  | 34,5%       | 50,02%        | 50,04%              |
| Ségolène Royal | 42,9%       | 49,98%        | 49,96%              |
| Benoît Hamon   | 22,6%       | eliminato     | eliminato           |

Al seguito del primo turno, Royal acquisì un solido vantaggio di 8 punti rispetto ad Aubry. Tuttavia Benoît Hamon, eliminato, chiese ai suoi elettori di votare "massicciamente" per Martine Aubry.

Il secondo turno fu un evento drammatico: dopo essere stata annunciata vincitrice con più di dieci punti di vantaggio, Ségolène Royal fini col perdere l'elezione con soltanto 42 voti di meno della sua rivale. Alcuni sostenitori di Royal, come Manuel Valls, non esitarono a lanciare accuse di frode contro la fazione Aubry. Il giorno stesso, il Consiglio Nazionale del PS decise di organizzare un riconteggio di tutti i voti.

Il 25 novembre il consiglio nazionale del partito ratificò i risultati della votazione, nominando segretario Martine Aubry, che dopo i riconteggi aveva un vantaggio di 102 voti.
La vittoria di misura della Aubry spinse alcuni esponenti della sinistra del partito (2 deputati e 2 senatori), guidati da Jean-Luc Mélenchon, ad abbandonare il PS, visto come troppo moderato dopo il risultato conseguito dalla Royal, e a fondare il Partito della Sinistra.

### Dal 2011 al 2012: il ritorno del PS alla presidenza della Repubblica

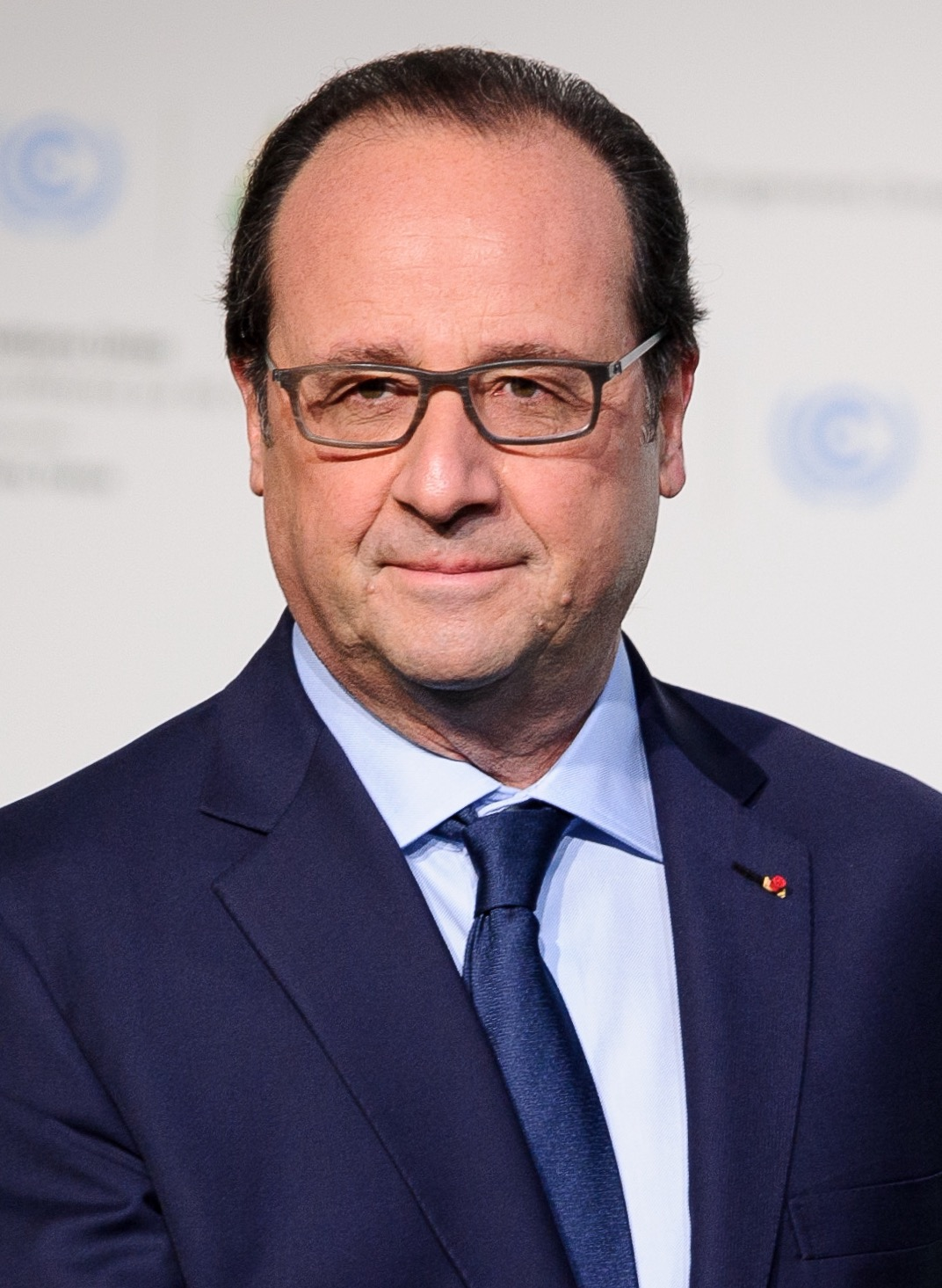
François Hollande, Presidente della Francia (2012-2017)

Nell'ottobre 2011 i socialisti scelgono il candidato alla Presidenza della Repubblica tramite primarie, tra i concorrenti figurano Francois Hollande (ex segretario del partito), Martine Aubry (segretaria del partito) e Segolene Royal (candidata alla presidenza nel 2007). Al primo turno prevale Hollande con il 39% dei voti seguito da Martine Aubry con il 31%, terzo Arnaud Montebourg con il 17%, poi Segolene Royal con il 7% dei consensi, Manuel Valls 5% e Jean-Michel Baylet 1%.
Il 16 ottobre 2011 al ballottaggio tra Hollande e Aubry vince il primo con il 56% dei consensi contro il 44% ottenuto dal segretario Aubry.
Il 22 aprile 2012 si svolge il primo turno delle Elezioni presidenziali in Francia del 2012 e Francois Hollande arriva in testa con il 28,6% seguito dal presidente uscente Nicolas Sarkozy che raccoglie il 27,1% (è la prima volta che il presidente uscente viene battuto al primo turno), Hollande consegue il secondo miglior risultato di sempre per il partito socialista. Al secondo turno affronta Nicolas Sarkozy, che si svolge il 6 maggio: Francois Hollande viene eletto ventiquattresimo Presidente della Repubblica francese (il settimo della Quinta Repubblica) con il 51,6% dei voti e riporta i socialisti al potere dopo 17 anni (l'ultimo presidente socialista era stato François Mitterrand).

### Il congresso di Tolosa e le segreterie Désir e Cambadélis

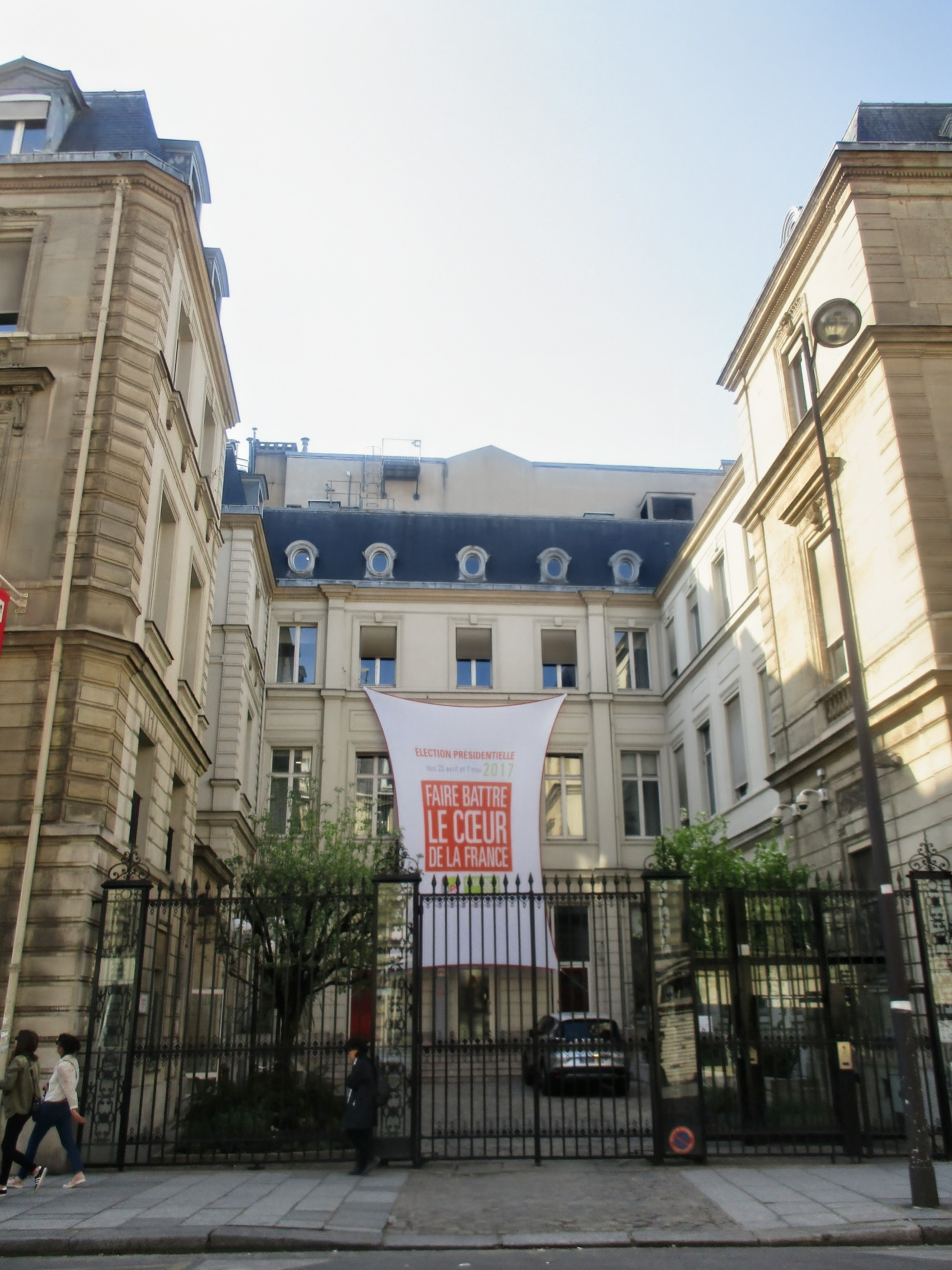
La sede del partito, rue de Solférino (Parigi)

Il 12 settembre 2012 Harlem Désir è designato primo firmatario della mozione congressuale "Mobilitare i francesi per il cambiamento di successo", sostenuto dal segretario uscente Martine Aubry e dal primo ministro in carica Jean-Marc Ayrault; il 18 ottobre 2012 Harlem Désir è eletto primo segretario del Partito Socialista ottenendo il 72,5% dei voti contro il 27,4% di Emmanuel Maurel. Entra in carica ufficialmente il 28 ottobre 2012 alla conferenza nazionale di Tolosa. Dopo la sua nomina come sottosegretario di Stato agli Affari europei nel primo governo Valls, Désir ha rassegnato le dimissioni da segretario e il 15 aprile 2014 il Consiglio nazionale del partito ha eletto al suo posto Jean-Christophe Cambadélis.

### La crisi del 2017
Dopo la presidenza Hollande, il partito, che ha subito anche una scissione guidata dal futuro presidente della repubblica Emmanuel Macron, ha avuto un fortissimo ridimensionamento alle elezioni presidenziali francesi del 2017, in cui i voti del candidato Benoît Hamon sono scesi al 6,44% e poco più di 2 milioni di voti, minimo storico dal 1969 che ha fatto parlare molti di "fine del Partito Socialista" e "partito morto". Il crollo elettorale si è ripetuto poco dopo alle elezioni politiche, dove il PS ottiene il 7,4% al primo turno e il 5,7% al secondo e perde 250 seggi, riducendosi a 31. Molti storici membri, come Manuel Valls e lo stesso Hamon, hanno abbandonato il PS. A settembre, il partito in crisi finanziaria, decide di vendere la storica sede in Rue de Solférino per 55 milioni di euro.

### Il Congresso di Aubervilliers del 2018
Nel 2018 si sono tenute le primarie per l'elezione del nuovo segretario. Oliver Faure, leader del gruppo socialista nell'assemblea nazionale, ha ottenuto 48,37% dei voti dei 37.991 elettori che hanno votato al primo turno, il 15 marzo, Stéphane Le Foll il 26.45%, Emmanuel Maurel il 18.80% e Luca Carvounas il 6,38%. Al secondo turno, il 29 marzo, dopo il ritiro di Le Foll, Faure ha ottenuto l'86% dei voti. Sabato 7 aprile 2018, Oliver Faure è stato investito ufficialmente come capo del Partito Socialista.
I giovani socialisti (Mouvement Des Jeunes Socialistes) hanno votato all'unanimità al Congresso di Parigi per "l'indipendenza del loro movimento e di lasciare il Partito Socialista". Hanno poi esortato "il PS a rispettare la loro scelta libera e autonoma". La Presidente del MJS, Roxane Lundy, ha annunciato due settimane dopo il loro desiderio di unirsi a Génération.s, il movimento lanciato da Benoît Hamon. La decisione viene però smentita dalla dirigenza del MJS e del PS, che hanno confermato l'affiliazione al Partito Socialista.
Nel giugno 2018 il Partito Socialista vende la sua storica sede parigina in rue de Solférino 10 e stabilisce la nuova sede in rue Molière 99, a Ivry-sur-Seine.

### Presidenziali del 2022 e legislative del 2024
Alle elezioni presidenziali in Francia del 2022 candida la sindaca di Parigi Anne Hidalgo, che al primo turno del 10 aprile ottiene solo l'1,75% dei voti.
Alle elezioni legislative del 2024, convocate da Macron dopo i risultati delle europee, il PS prende parte al Nouveau Front Populaire insieme a La France Insoumise, il Partito Comunista Francese, Place publique e gli Ecologisti. Questa formazione raccoglie il 28,06% al primo turno e il 25,68% al secondo; con 178 deputati eletti il NFP risulta essere la prima coalizione davanti a Ensemble di Macron e al Rassemblement National di Le Pen.

## Fazioni
Le fazioni sono organizzate nel partito attraverso dichiarazioni politiche chiamate mozioni sulle quali i membri del partito votano ad ogni Congresso:
- Royalisti (socialdemocratici moderati): Ségolène Royal, Gérard Collomb, Jean-Noël Guérini, Gaëtan Gorce, Jean-Louis Bianco, Julien Dray, Vincent Peillon, Aurélie Filippetti, Hélène Mandroux, Jean-Jack Queyranne, François Rebsamen, Manuel Valls
- Aubryisti (Cristianesimo sociale, socialdemocrazia): Martine Aubry, François Lamy, Sandrine Mazetier, Pierre Mauroy, Paulette Guinchard-Kunstler, Adeline Hazan, Arnaud Montebourg (Renovate Now)
- Fabiusiani (Progressismo, socialismo democratico): Laurent Fabius, Claude Bartolone, Marylise Lebranchu, Alain Le Vern, Alain Vidalies, Marie-Noëlle Lienemann
- Delanoisti (liberalismo sociale): Bertrand Delanoë, François Hollande, Jean-Marc Ayrault, Lionel Jospin, Michel Rocard, Jean-Yves Le Drian, Élisabeth Guigou, Michel Sapin, Alain Rousset, Harlem Désir, Pierre Cohen, Michel Destot, Roland Ries
- Nuovo Partito Socialista (socialismo democratico): Henri Emmanuelli, Benoît Hamon, Jacques Fleury, Michel Vergnier, André Lejeune, Paul Quilès
- Eco-socialisti (ecosocialismo): Christophe Caresche, Jean-Louis Tourenne, Nicole Bricq, Geneviève Gaillard, Philippe Tourtelier

## Scissioni
- 1970 – Movimento della Democrazia Socialista
- 1993 – Movimento dei Cittadini
- 2007 – La Sinistra Moderna
- 2009 – Partito di Sinistra
- 2013 – Nouvelle Donne
- 2016 – La République En Marche
- 2017 – Génération.s
- 2018 – Sinistra Democratica e Sociale
- 2019 – Sinistra Repubblicana e Socialista
- 2022 – Federazione Progressista
- 2023 – La Convention

## Segretari
- 1969–1971: Alain Savary
- 1971–1981: François Mitterrand
- 1981–1988: Lionel Jospin
- 1988–1992: Pierre Mauroy
- 1992–1993: Laurent Fabius
- 1993–1994: Michel Rocard
- 1994–1995: Henri Emmanuelli
- 1995–1997: Lionel Jospin
- 1997–2008: François Hollande
- 2008–2012: Martine Aubry
- 2012–2014: Harlem Désir

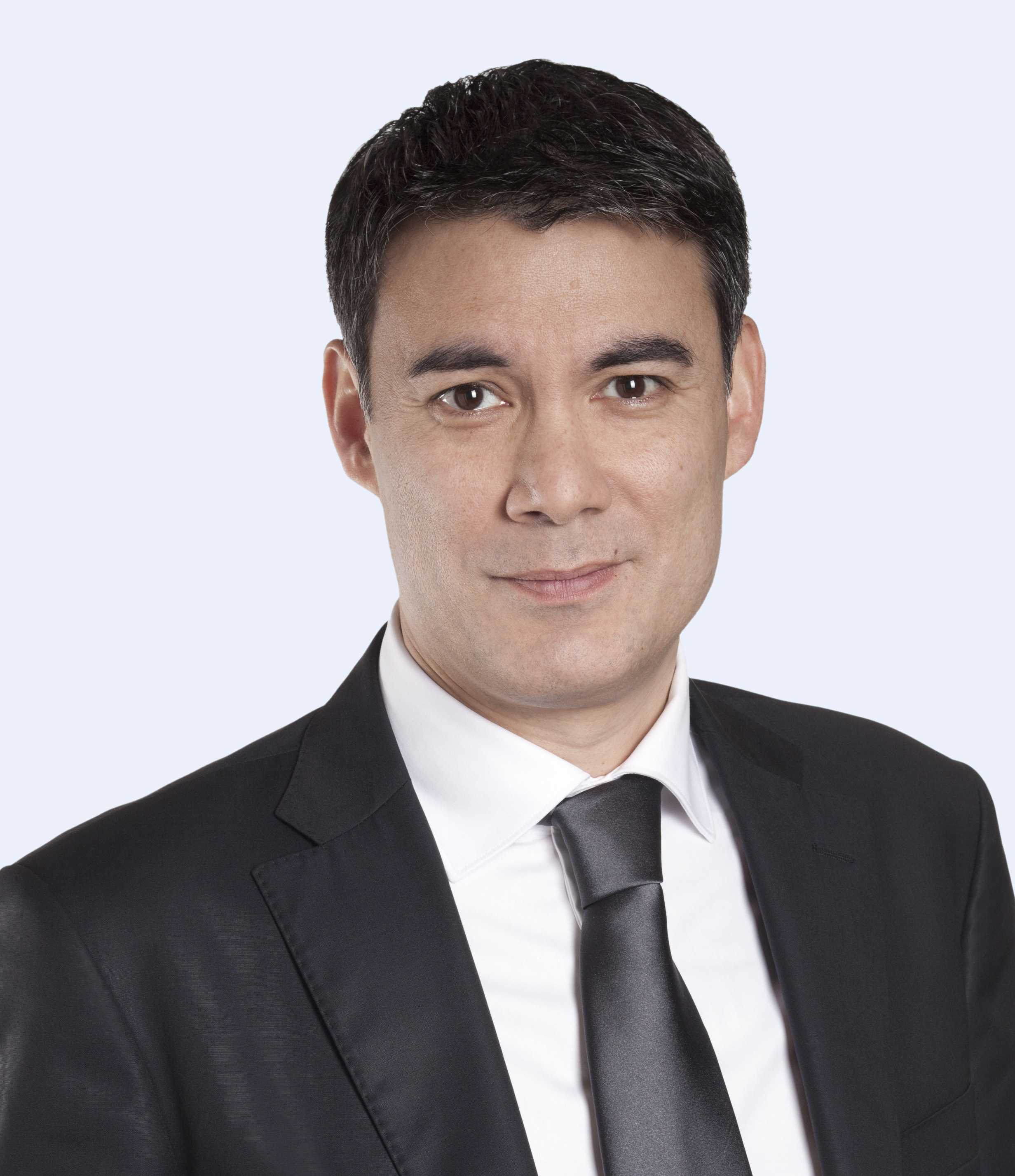
Olivier Faure, primo segretario dal 2018

- 2014–2017: Jean-Christophe Cambadélis
- 2017–2018: Rachid Temal (ad interim)
- 2018 – in carica: Olivier Faure

## Nelle istituzioni

### Presidenti della Repubblica
- François Mitterrand (1981–1995)
- François Hollande (2012–2017)

### Primi ministri
- Pierre Mauroy (1981–1984)
- Laurent Fabius (1984–1986)
- Michel Rocard (1988–1991)
- Édith Cresson (1991–1992)
- Pierre Bérégovoy (1992–1993)
- Lionel Jospin (1997–2002)
- Jean-Marc Ayrault (2012–2014)
- Manuel Valls (2014–2016)
- Bernard Cazeneuve (2016–2017)

### Presidenti dell'Assemblea nazionale
- Louis Mermaz (1981–1986)
- Laurent Fabius (1988–1992; 1997–2000)
- Henri Emmanuelli (1992–1993)
- Raymond Forni (2000–2002)
- Claude Bartolone (2012–2017)

### Altre personalità
- Robert Badinter, presidente del Consiglio costituzionale (1986–1995)
- Claude Bartolone, presidente dell'Assemblea nazionale (2012–2017)
- Jean-Pierre Bel, presidente del Senato (2011–2014)
- Jean-Louis Bianco, segretario generale dell'amministrazione presidenziale (1982–1991)
- Claude Cheysson, commissario CE (1973–1981, 1985–1989)
- Gérard Collomb, sindaco di Lione (2001–2017), dimessosi nel 2017 (passato a LREM, ministro dell'interno (2017–2018) e di nuovo sindaco di Lione (2018–2020)
- Gaston Defferre, sindaco di Marsiglia (1953–1986)
- Bertrand Delanoë, sindaco di Parigi (2001–2014)
- Jacques Delors, presidente della Commissione europea (1985–1995), ministro dell'economia e delle finanze (1981–1984)
- Roland Dumas, presidente del Consiglio costituzionale (1995–2000)
- Raymond Forni, presidente dell'Assemblea nazionale (2000–2002)
- Benoît Hamon, candidato alle presidenziali del 2017, dimessosi nel 2017
- Anne Hidalgo, sindaco di Parigi (dal 2014), candidata alle presidenziali del 2022
- Pierre Joxe, presidente della Corte dei conti 1993-2001
- Bernard Kouchner, fondatore di Medici senza frontiere e Medici del Mondo, dimessosi nel 1996-1998, espulso nel 2007
- Pascal Lamy, direttore generale dell'Organizzazione mondiale del commercio (2005–2013), commissario europeo (1999–2004)
- Jack Lang, ministro della cultura e dell'educazione nazionale (1981–1986, 1988–1993, 2000–2002)
- Jean-Yves Le Drian, ministro degli affari esteri (2017–2022); presidente della Regione Bretagna (2004–2012, 2015–2017); ministro della difesa (2012–2017), dimessosi nel 2018
- Louis Mermaz, presidente dell'Assemblea nazionale (1981–1986)
- Arnaud Montebourg, ministro degli affari economici (2012–2014) dimessosi nel 2017
- Pierre Moscovici, presidente della Corte dei conti (dal 2020), commissario europeo (2014–2019) ministro dell'economia e delle finanze (2012–2014)
- Edgard Pisani, commissario europeo (1981–1985)
- François Rebsamen,  sindaco di Digione (2001–2014 e dal 2015)
- Ségolène Royal, candidata alle presidenziali del 2007
- Dominique Strauss-Kahn, direttore del FMI (2007–2011) e ministro dell'economia e delle finanze (1997–1999)

## Risultati elettorali

### Elezioni presidenziali
| Anno | Candidato supportato | 1º Turno   | 1º Turno   | 2º Turno   | 2º Turno   |
| Anno | Candidato supportato | Voti       | %          | Voti       | %          |
| ---- | -------------------- | ---------- | ---------- | ---------- | ---------- |
| 1974 | François Mitterrand  | 11.044.373 | 43,3 (1.º) | 12.971.604 | 49,2 (2.º) |
| 1981 | François Mitterrand  | 7.505.960  | 25,9 (2.º) | 15.708.262 | 51,8 (1.º) |
| 1988 | François Mitterrand  | 10.367.220 | 34,1 (1.º) | 16.704.279 | 54,0 (1.º) |
| 1995 | Lionel Jospin        | 7.097.786  | 23,3 (1.º) | 14.180.644 | 47,4 (2.º) |
| 2002 | Lionel Jospin        | 4.610.113  | 16,2 (3.º) |            |            |
| 2007 | Ségolène Royal       | 9.500.112  | 25,9 (2.º) | 16.790.440 | 46,9 (2.º) |
| 2012 | François Hollande    | 10.272.705 | 28,6 (1.º) | 18.000.668 | 51,6 (1.º) |
| 2017 | Benoît Hamon         | 2.291.288  | 6,4 (5.º)  |            |            |
| 2022 | Anne Hidalgo         | 616.478    | 1,8 (10.°) |            |            |

### Elezioni legislative
| Anno | 1º Turno                  | 1º Turno                  | 1º Turno                  | 2º Turno                  | 2º Turno                  | 2º Turno                  | Seggi     | +/- | Status      |
| Anno | Voti                      | %                         | +/-                       | Voti                      | %                         | +/-                       | Seggi     | +/- | Status      |
| ---- | ------------------------- | ------------------------- | ------------------------- | ------------------------- | ------------------------- | ------------------------- | --------- | --- | ----------- |
| 1973 | 4.559.241                 | 19,2 (3.º)                |                           | 5.564.610                 | 23,7 (2.º)                |                           | 102 / 491 |     | Opposizione |
| 1978 | 6.451.151                 | 22,6 (2.º)                | 3,4                       | 7.212.916                 | 28,3 (1.º)                | 4,6                       | 104 / 491 | 2   | Opposizione |
| 1981 | 9.432.362                 | 37,5 (1.º)                | 14,9                      | 9.198.332                 | 49,3 (1.º)                | 21,0                      | 269 / 491 | 165 | Governo     |
| 1986 | 8.693.939                 | 31,0 (1.º)                | 6,5                       |                           |                           |                           | 206 / 573 | 63  | Opposizione |
| 1988 | 8.493.702                 | 34,8 (1.º)                | 3,8                       | 9.198.778                 | 45,3 (1.º)                |                           | 260 / 577 | 54  | Governo     |
| 1993 | 4.415.495                 | 17,6 (3.º)                | 17,2                      | 6.143.179                 | 31,0 (1.º)                | 14,3                      | 53 / 577  | 207 | Opposizione |
| 1997 | 5.977.045                 | 23,5 (1.º)                | 5,9                       | 9.722.022                 | 38,2 (1.º)                | 7,2                       | 255 / 577 | 202 | Governo     |
| 2002 | 6.086.599                 | 24,1 (2.º)                | 0,6                       | 7.482.169                 | 35,3 (2.º)                | 2,9                       | 140 / 577 | 115 | Opposizione |
| 2007 | 6.436.520                 | 24,7 (2.º)                | 0,6                       | 8.624.861                 | 42,3 (2.º)                | 7,0                       | 186 / 577 | 46  | Opposizione |
| 2012 | 7.617.996                 | 29,4 (1.º)                | 4,7                       | 9.420.426                 | 40,9 (1.º)                | 1,4                       | 280 / 577 | 94  | Governo     |
| 2017 | 1.685.677                 | 7,4 (5.°)                 | 22,0                      | 1.032.842                 | 5,7 (5.°)                 | 35,2                      | 30 / 577  | 250 | Opposizione |
| 2022 | 877.544                   | 3,9 (7.°)                 | 3,5                       | 1.084.909                 | 5,2 (6.°)                 | 0,5                       | 28 / 577  | 2   | Opposizione |
| 2024 | nel Nuovo Fronte Popolare | nel Nuovo Fronte Popolare | nel Nuovo Fronte Popolare | nel Nuovo Fronte Popolare | nel Nuovo Fronte Popolare | nel Nuovo Fronte Popolare | 62 / 577  | 34  | Opposizione |

### Elezioni europee
| Anno | Voti      | %          | +/-  | Seggi          | +/- |
| ---- | --------- | ---------- | ---- | -------------- | --- |
| 1979 | 4.763.026 | 23,5 (2.º) |      | 22 / 81        |     |
| 1984 | 4.188.875 | 20,8 (2.º) | 2,7  | 20 / 81        | 2   |
| 1989 | 4.286.354 | 23,6 (2.º) | 2,8  | 22 / 81        | 2   |
| 1994 | 2.824.173 | 14,5 (2.º) | 9,1  | 15 / 87        | 7   |
| 1999 | 3.873.901 | 22,0 (1.º) | 7,5  | 22 / 87        | 7   |
| 2004 | 4.960.756 | 28,9 (1.º) | 6,9  | 31 / 74        | 9   |
| 2009 | 2.838.160 | 16,5 (2.º) | 12,4 | 14 / 7214 / 74 | 17  |
| 2014 | 2.650.357 | 14,0 (3.º) | 2,5  | 12 / 74        | 2   |
| 2019 | 1.403.170 | 6,2 (6.º)  | 7,8  | 2 / 74         | 10  |
| 2024 | 3.423.641 | 13,8 (3.º) | 7,6  | 13 / 81        | 11  |